# Балашихинский завод автомобильных кранов
Балашихинский завод автомобильных кранов — предприятие, осуществляющее выпуск кранов-манипуляторов торговой марки «БАКМ». Размещено в городе Балашиха. 

## История

### Становление предприятия
Завод основан в 1943 году на базе двух небольших корпусов. В Западной промышленной зоне решением Государственного комитета обороны на базе эвакуированного завода № 49 26 января 1943 года создавался Бронетанковый ремонтный завод № 24 Главного бронетанкового управления РККА (будущий Балашихинский автокрановый завод). С середины 1946 года завод приступил к ремонту мотоциклов Харлей-Дэвидсон (США) и отечественных М-72, а также велосипедов.
В 1948 году БТРЗ передан из ведения Министерства обороны СССР в ведение Министерства строительства топливных предприятий СССР, а затем в подчинение Министерству угольной промышленности СССР.
Преобразованный из танко-авторемонтного в машиностроительный, завод не располагал необходимой технической базой и кадрами и на первых порах выпускал компрессорные установки и автокраны деррики на базе автомобиля ЗИС-5. С 1948 года Государственный союзный завод изготавливает компрессоры, погружные насосы, растворомеры, малярные пистолеты и автодеррики.

### Первые краны
В 1950 году начат выпуск автокрана АК-25 (2,5 тонны), а в 1951 году — трёхтонного автокрана АК-ЗГС с грейферным оборудованием на шасси ЗИС-150. С 1950 года автокраны становятся основной продукцией завода. В 1953 году предприятие освоило выпуск автокранов АК-5Г грузоподъёмностью 5 тонн на шасси ЗИЛ-150.

### Балашихинский завод автомобильных кранов
В 1958 году предприятие полностью перешло на выпуск автомобильных кранов и стал называться Балашихинским заводом автомобильных кранов.
С 1961 года предприятие освоило производство 7,5-тонных кранов АК-75 на шасси автомобиля ЗИЛ-164 . 
В 1961 году в связи с переходом на новую 7,5-тонную модель АК-75 производство АК-5Г было прекращено. Но задолго до начала производства автокрана АК-75, 26 февраля 1957 года Техническим управлением Министерство угольной промышленности СССР было принято решение об изготовлении опытного образца этой модели на базе автомобиля ЗИС-150.
С 1968 года предприятием освоен выпуск крана КС-2561Д грузоподъёмностью 6,3 т, который является улучшенной моделью автокрана АК-75В. В том же году разработана модификация — автокран КС-2561Г с гидрофицированными выносными опорами, а в 1969 году — модификация КС-2561Е с изменённым расположением лебедок на поворотной платформе, в одну линию. Позднее эти краны были модифицированы и выпускались до конца 90-х как КС-2561К и КС-2561К-1.

## Деятельность
- Предлагаемый модельный ряд манипуляторов предприятия уходит корнями в 1993 год, когда предприятие приступило к производству кранов-манипуляторов взамен автомобильных кранов. Первая модель БАКМ-890 с грузовым моментом 8,9 тм сегодня и является наиболее массовой из всех выпускаемых предприятием — 84 %[8].
- В 2006 году предприятие выпустило 203 КМУ, в 2007 году предприятие выпустило 200 единиц КМУ[8][9], в 2008 году — 186, в 2009 году выпустило 86 единиц и занимает на 2009 год — 6 % долю рынка[9].

### Руководство и собственники
13 мая 1975 года Постановлением Совета Министров СССР № 400 было образовано ПО «Автокран». Предприятие вошло в данное производственное объединение. 
Главный собственник — Дмитрий Рысцов. 

### Показатели
- Производство автокрана АК-5Г на предприятии было начато в 1954 году. Тогда выпустили 257 автокранов, в 1960-м — 1421 автокран. Всего за восемь лет выпустили 6154 крана[2].
- В период с 1965 года по 1989 год завод выпускал автомобильные краны КС-2561 грузоподъёмностью 6,3 тонны с грузовым моментом 21 тм на шасси ЗИЛ-130. Всего заводом выпущено более 100 000 автокранов.
- Предприятие выпускало краны на базе автомобиля Урал-375 для нужд Министерства обороны СССР[2].